# ۱۹۹۳

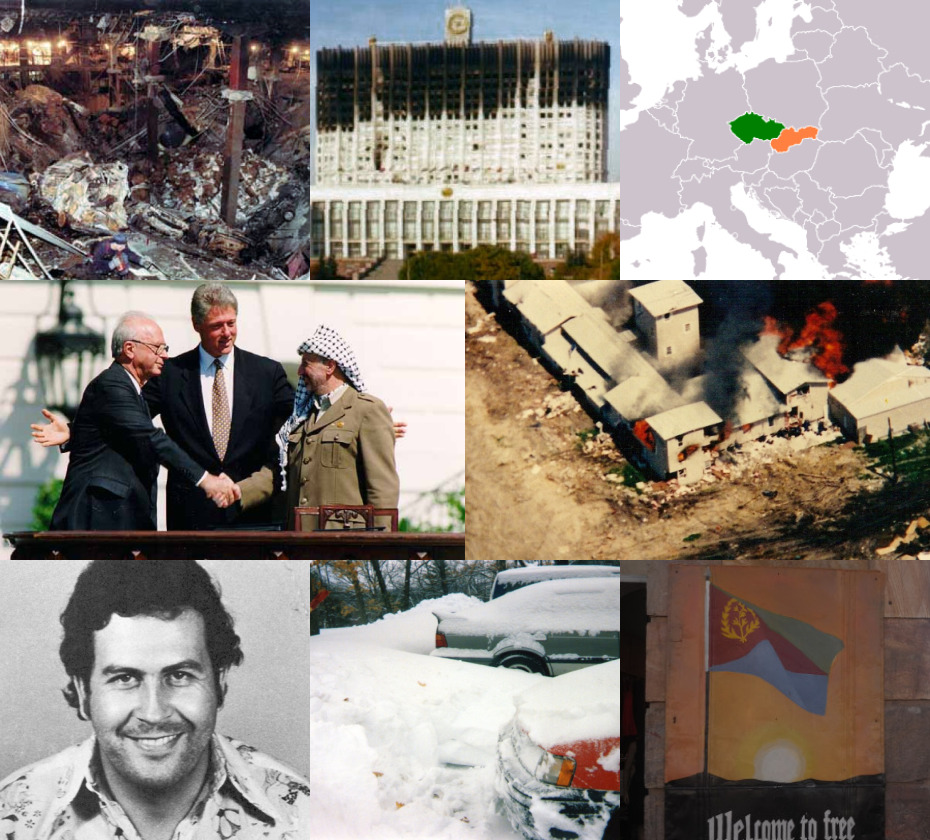

سال ۱۹۹۳ (هزار و نهصد و نود و سه) میلادی، سومین سال از دهه ۱۹۹۰ در سده ۲۰ میلادی بود. بر اساس تقویم گریگوری سال مذکور یک سال عادی با ۳۶۵ روز بود.

## رویدادها
- برقراری مجدد نظام پادشاهی در کامبوج و پادشاهی نوردوم سیاهونگ
- اندرو وایلز اثبات ابتدایی‌ای برای قضیه آخر فرما ارائه کرد.

## زادروزها
- ۹ ژانویه – اشلی آرگوتا، بازیگر و خواننده آمریکایی[۱]
- ۹ ژانویه – نینا دوبرو، بازیگر کانادایی
- ۱۸ ژانویه – مورگان یورک، بازیگر آمریکایی
- ۲۶ ژانویه – کامرون برایت، بازیگر کانادایی
- ۲۸ ژانویه – ویل پولتر، بازیگر بریتانیایی
- ۲ فوریه – دویس اپسای، بازیکن فوتبال اهل فرانسه
- ۷ فوریه – دیوید دورفمن، بازیگر آمریکایی
- ۱۴ فوریه – شن هارپر، خواننده-ترانه‌سرا، بازیگر، و خواننده آمریکایی
- ۲۸ فوریه – امیلی دو فورست، خواننده دانمارکی
- ۱ مارس – جاش مک‌ایچران، بازیکن فوتبال بریتانیایی
- ۵ مارس - هری مگوایر، فوتبالیست بریتانیایی
- ۹ مارس - مین یونگی، رپر و آهنگساز کره ای
- ۲۲ مارس – ناتالیا استار، بازیگر پورنوگرافی لهستانی
- ۳۱ مارس – کونور ویکام، بازیکن فوتبال بریتانیایی
- ۴ آوریل – دانیلا بابودیلا، بازیگر کانادایی
- ۱۳ آوریل – هانا مارکس، بازیگر آمریکایی
- ۱۵ آوریل – مدلین مارتین، صداپیشه و بازیگر آمریکایی
- ۶ مه – نیومی اسکات، بازیگر و خواننده بریتانیایی
- ۱۴ مه – میرندا کازگرو، بازیگر و خواننده آمریکایی
- ۳ ژوئن – جوناتان لاسترا، دوچرخه‌سوار اهل اسپانیا
- ۲۶ ژوئن – آریانا گرانده، آهنگساز، بازیگر، خواننده، و مدل آمریکایی
- ۱۱ ژوئیه – ربکا براس، ورزشکار آمریکایی
- ۱۸ ژوئیه – لی تیمین، خواننده و بازیگر اهل کره جنوبی
- ۱ اوت – لیون توماس سوم، بازیگر و خواننده آمریکایی
- ۱۵ اوت – الکس اکسلاد-چمبرلین، بازیکن فوتبال بریتانیایی
- ۱۶ اوت – کامرون مانهن، بازیگر آمریکایی
- ۲۶ اوت – کیکه پلامر، خواننده-ترانه‌سرا، بازیگر، خواننده، و آهنگساز آمریکایی
- ۹ سپتامبر – چارلی استوارت، بازیگر آمریکایی
- 9 سپتامبر- حامد حبیب، پالیسی ساز و استراتیژیست اهل افغانستان
- ۲۰ سپتامبر – جولیان دراکسلر، بازیکن فوتبال آلمانی
- ۲۲ سپتامبر – چیس الیسون، بازیگر آمریکایی
- ۲ اکتبر – تارا لین بر، بازیگر آمریکایی
- ۹ اکتبر – اسکاتی مک‌کریری، خواننده آمریکایی
- ۱۴ نوامبر – سیلوا گیل، بازیکن فوتبال آمریکایی
- ۱۵ نوامبر - پائولو دیبالا، فوتبالیست آرژانتینی
- ۲۴ نوامبر – آیوی آمادو، خواننده قبرسی
- ۲ دسامبر – دیلن مک‌لاکلین، بازیگر آمریکایی
- ۵ دسامبر – راس بارکلی، بازیکن فوتبال بریتانیایی
- ۷ دسامبر – ریک تسابل، دوچرخه‌سوار اهل آلمان
- ۸ دسامبر – آناسوفیا راب، موسیقی‌دان، بازیگر، و خواننده آمریکایی

## درگذشت‌ها
- ۱۸ مه - هاینریش آلبرتز، سیاست‌مدار آلمانی
- ۷ ژانویه - توشی‌هیکو ایزوتسو، مترجم قرآن به زبان ژاپنی
- ۲۰ سپتامبر - اریش هارتمان، خلبان تک‌خال لوفت‌وافه در جنگ جهانی دوم و موفق‌ترین خلبان جنگنده تاریخ
- ۱۶ ژانویه – گلن کوربت، بازیگر آمریکایی (ز. ۱۹۳۰)
- ۲۰ ژانویه - آدری هپبورن، بازیگر بریتانیایی
- ۶ فوریه – آرتور اش، افسر، بازیکن تنیس، و ورزشکار آمریکایی (ز. ۱۹۴۳)
- ۲۴ فوریه – بابی مور، بازیکن فوتبال بریتانیایی (ز. ۱۹۴۱)
- ۴ مارس – آیزاک کولتف، شیمی‌دان هلندی (ز. ۱۸۹۴)
- ۱۷ مارس – هلن هیز، بازیگر آمریکایی (ز. ۱۹۰۰)
- ۵ آوریل – دیویا بهرتی، بازیگر هندی (ز. ۱۹۷۴)
- ۸ آوریل – مارین اندرسون، موسیقی‌دان آمریکایی (ز. ۱۸۹۷)
- ۱۱ آوریل – رحمان نبی‌اف، سیاست‌مدار اهل تاجیکستان (ز. ۱۹۳۰)
- ۱۷ آوریل – تورگوت اوزال، سیاست‌مدار و مهندس اهل ترکیه (ز. ۱۹۲۷)
- ۹ مه – فریا استارک، نویسنده و کاشف بریتانیایی (ز. ۱۸۹۳)
- ۶ ژوئن – جیمز بریجز، فیلمنامه‌نویس، تهیه‌کننده، و کارگردان آمریکایی (ز. ۱۹۳۶)
- ۱۱ ژوئن – ری شارکی، بازیگر آمریکایی (ز. ۱۹۵۲)
- ۲۲ ژوئن – پت نیکسون، بازیگر آمریکایی (ز. ۱۹۱۲)
- ۱ اوت – کلیر دو بری، بازیگر آمریکایی (ز. ۱۸۹۲)
- ۷ سپتامبر – کریستین متز، فیلسوف فرانسوی (ز. ۱۹۳۱)
- ۹ سپتامبر – هلن اوکونل، موسیقی‌دان و خواننده آمریکایی (ز. ۱۹۲۰)
- ۲۹ سپتامبر – گوردون داگلاس، بازیگر و کارگردان آمریکایی (ز. ۱۹۰۷)
- ۲۱ نوامبر – بیل بیکسبی، بازیگر و کارگردان آمریکایی (ز. ۱۹۳۴)
- ۲ دسامبر - پابلو اسکوبار، قاچاقچی مواد مخدر مکزیکی
- ۴ دسامبر – فرانک زاپا، گیتاریست، خواننده، و آهنگساز آمریکایی (ز. ۱۹۴۰)
- ۱۴ دسامبر – میرنا لوی، بازیگر آمریکایی (ز. ۱۹۰۵)
- ۲۸ دسامبر – ویلیام شایرر، روزنامه‌نگار، نویسنده، و تاریخ‌نگار آمریکایی (ز. ۱۹۰۴)